# Comuna Arcuș, Covasna
Arcuș (în maghiară Árkos) este o comună în județul Covasna, Transilvania, România, formată numai din satul de reședință cu același nume. S-a creat în anul 2004, din comuna Valea Crișului din care facea parte, de la începutul comunismului.

## Demografie
Componența etnică a comunei Arcuș
     Maghiari (88,56%)
     Români (4,82%)
     Alte etnii (0,87%)
     Necunoscută (5,75%)
Componența confesională a comunei Arcuș
     Reformați (31,18%)
     Romano-catolici (28,4%)
     Unitarieni (25,61%)
     Ortodocși (4,47%)
     Adventiști (1,34%)
     Alte religii (2,56%)
     Necunoscută (6,45%)
Conform recensământului efectuat în 2021, populația comunei Arcuș se ridică la 1.722 de locuitori, în creștere față de recensământul anterior din 2011, când fuseseră înregistrați 1.519 locuitori. Majoritatea locuitorilor sunt maghiari (88,56%), cu o minoritate de români (4,82%), iar pentru 5,75% nu se cunoaște apartenența etnică. Din punct de vedere confesional, cei mai mulți locuitori sunt reformați (31,18%), cu minorități de romano-catolici (28,4%), unitarieni (25,61%), ortodocși (4,47%) și adventiști (1,34%), iar pentru 6,45% nu se cunoaște apartenența confesională.

## Politică și administrație
Comuna Arcuș este administrată de un primar și un consiliu local compus din 11 consilieri. Primarul, Árpád Máthé[*], de la Uniunea Democrată Maghiară din România, este în funcție din 2004. Începând cu alegerile locale din 2024, consiliul local are următoarea componență pe partide politice:
|  | Partid                                 | Consilieri | Componența Consiliului | Componența Consiliului | Componența Consiliului | Componența Consiliului | Componența Consiliului | Componența Consiliului | Componența Consiliului | Componența Consiliului | Componența Consiliului | Componența Consiliului | Componența Consiliului |
|  | -------------------------------------- | ---------- | ---------------------- | ---------------------- | ---------------------- | ---------------------- | ---------------------- | ---------------------- | ---------------------- | ---------------------- | ---------------------- | ---------------------- | ---------------------- |
|  | Uniunea Democrată Maghiară din România | 11         |                        |                        |                        |                        |                        |                        |                        |                        |                        |                        |                        |